# Грем'ячка (річка)
Грем'ячка — річка в Чернігівській області, Україна. Права і найнижча за течією притока Судості. Відноситься до класу малих річок. Бере початок на західній околиці однойменного населеного пункту Грем'яч і впадає в Судость на його східній околиці. Протікає виключно територією Грем'яцької сільської ради.

## Гідрографії
Протяжність річки 5,6 км. Координати витоки: широта — 52°20′45.4З" пн. ш., довгота — 33°15′43" сх. д. Координати гирла: широта — 52°20′28.66" пн. ш., довгота — 33°18′7.36" сх. д. Площа басейну 28 км². Річка ділить населений пункт Грем'яч на дві частини. Бере свій початок і живиться на всій своїй течії з природних джерел (ключів). Замерзає на період з грудня по березень. При температурі зовнішнього повітря мінус 30°С промерзає на всю глибину. Перепад відміток від витоки в гирла — 25 м. 
Швидкість течії близько 0,8 км/год. У період літньої межені русло має ширину близько 2-3 м, глибину до 0,5 м. Під час рясного весняного сніготанення або значних опадів ширина русла збільшується до 10 м, глибина — до 2 м. Дно річки піщане. Долина річки практично симетрична — береги мають значний ухил тільки в місцях виходу на поверхню крейдяних порід.

## Фауна
Заплава річки, штучні загати, й долина використовується місцевим населенням для вигулу водоплавних домашніх птахів та випасу худоби. 
З 2014 року в гирлі річки оселилася колонія бобрів, внаслідок діяльності їх частково змінилися швидкість течії й глибина річки. 
Іхтіофауна річки заповнена мальками риб Судості.

## Історія
Річка отримала свою назву від найбільшого і найгаласливішого з джерел — Грем'ячого ключа («Діжки» місц.). Розташування цього примітного джерела поруч з дорогою між старовинними містами Новгород-Сіверський (38 км) і Стародуб слугували підставою наявності постійного поселення людей. Перша письмова згадка про однойменний населений пункт датується 1604 роком, але історичні й археологічні дані свідчать про значно раніші терміни виникнення навколишніх поселень — 11-12 століття н.е. Місцева назва витоки «Діжка» обумовлена тим, що з давніх-давен жителі облаштовували джерельця які б'ють з-під землі у вигляді дерев'яних бочок, діжок. Найбільше джерело мало і найбільшу «діжку». 
Досі на дні річки можна знайти залишки старовинного водопроводу виконаного з дерев'яних труб. Облаштований він був, за одними з джерел, у 18 столітті. Брав свій початок водопровід в головному Гр'емяцькому ключі (він за будовою висхідний — напірний) і живив водою штучні ставки й фонтани в парках і садах місцевих поміщиків Самойловичів, Корсакових і Голіциних. 
Витік річки завжди особливо шанований місцевими жителями. Щовесни на православне свято Трійці прийнято чистити всі криниці в селі, а на очищення й облаштування головного джерела збиралися майже всією громадою. Один з таких заходів пройшов в селі 28 серпня 2015 року. Під час нього були відремонтовані конструкції джерела й зроблено його благоустрій.

## Галерея

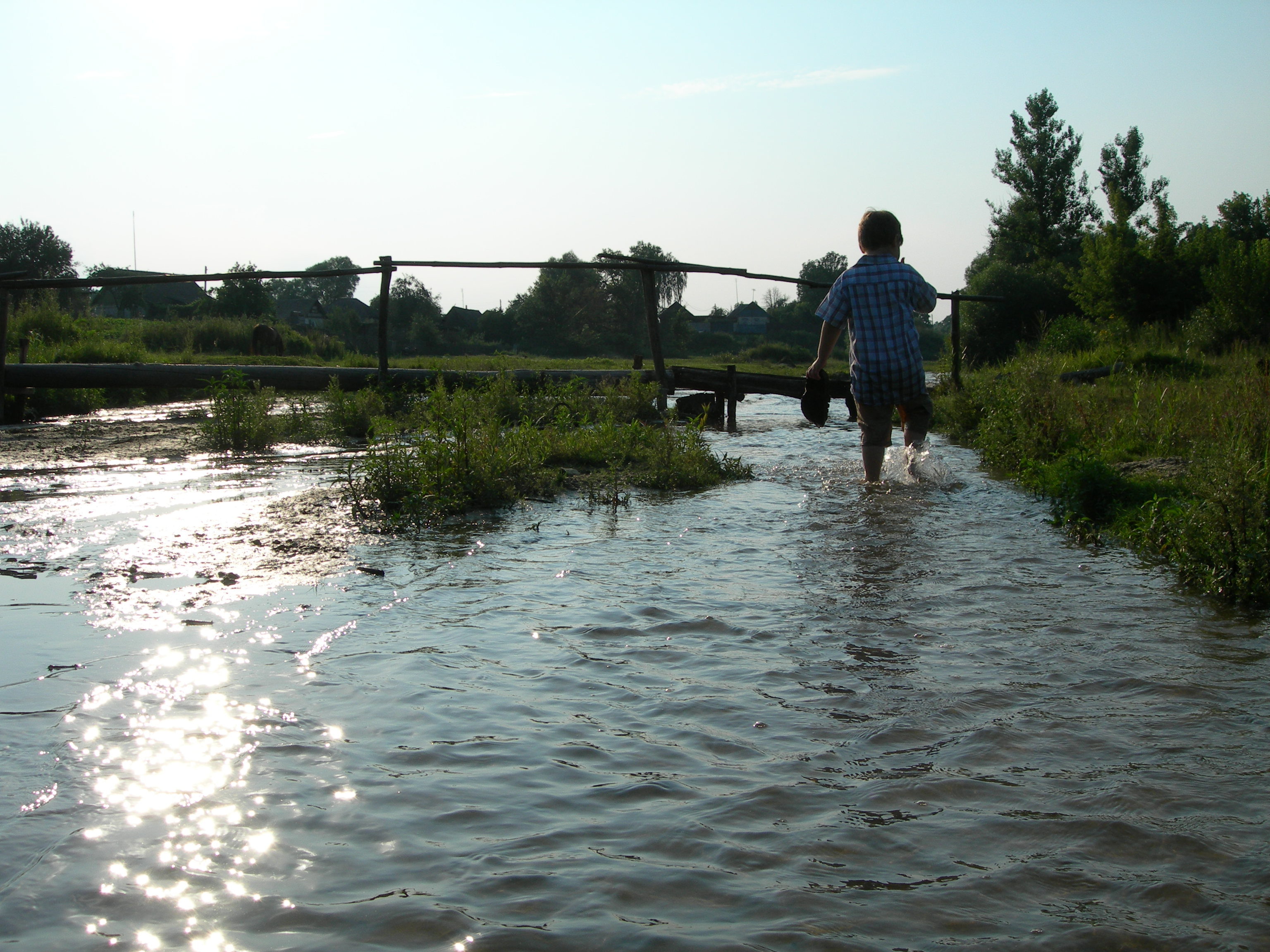
Грем'ячка влітку.
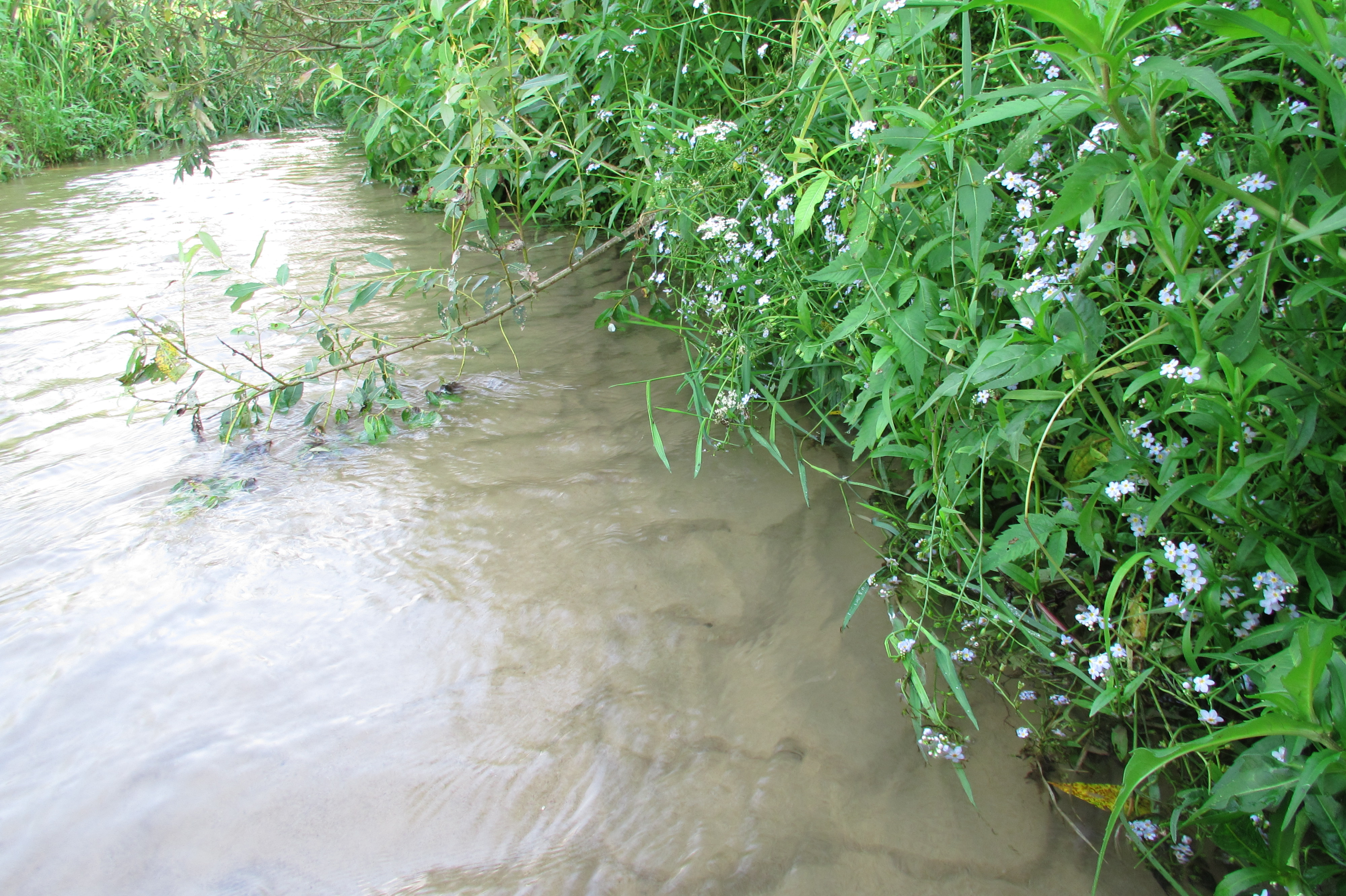
Грем'ячка. Незабудки.
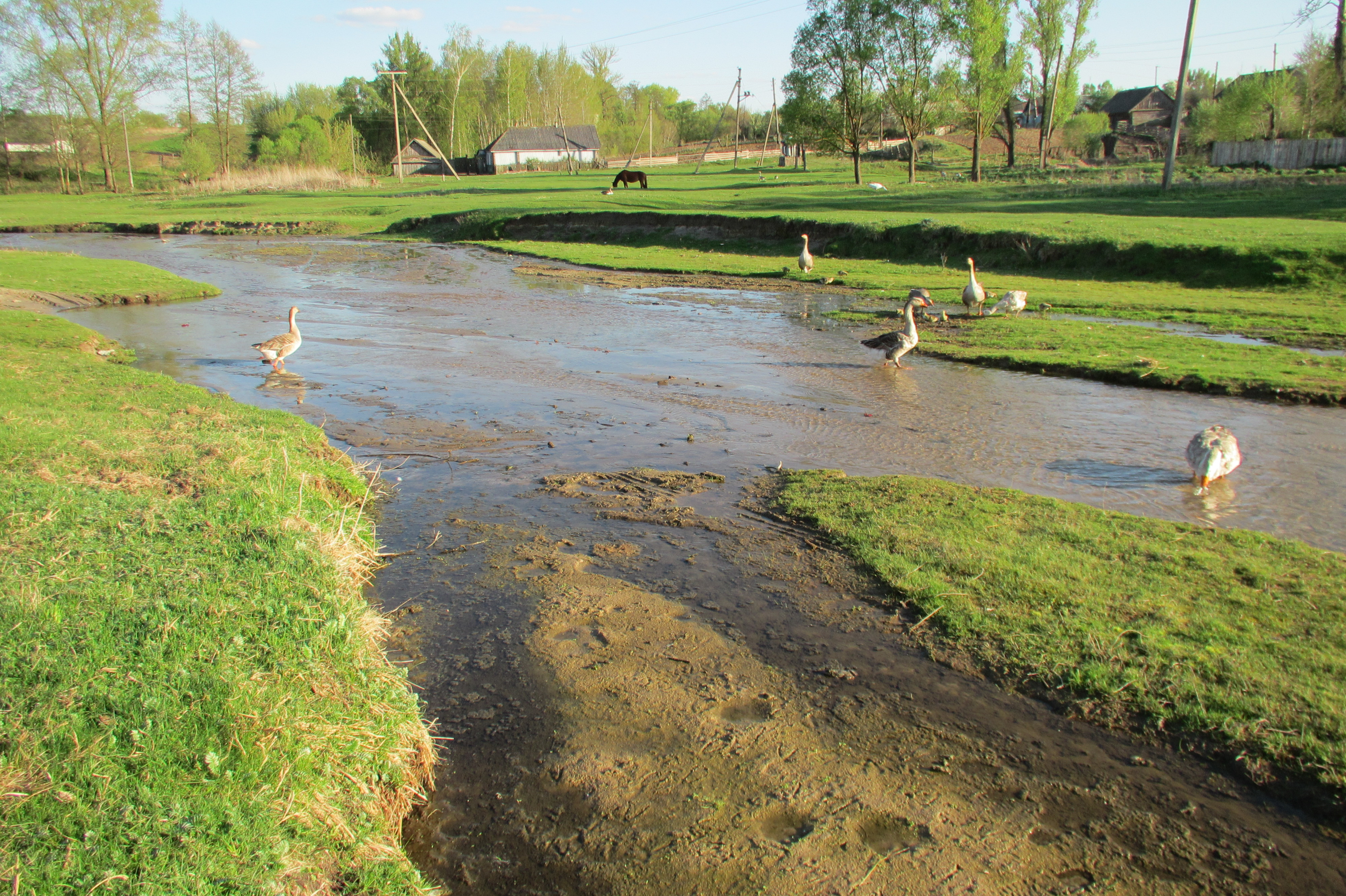
Грем'ячка в селі Грем'яч.
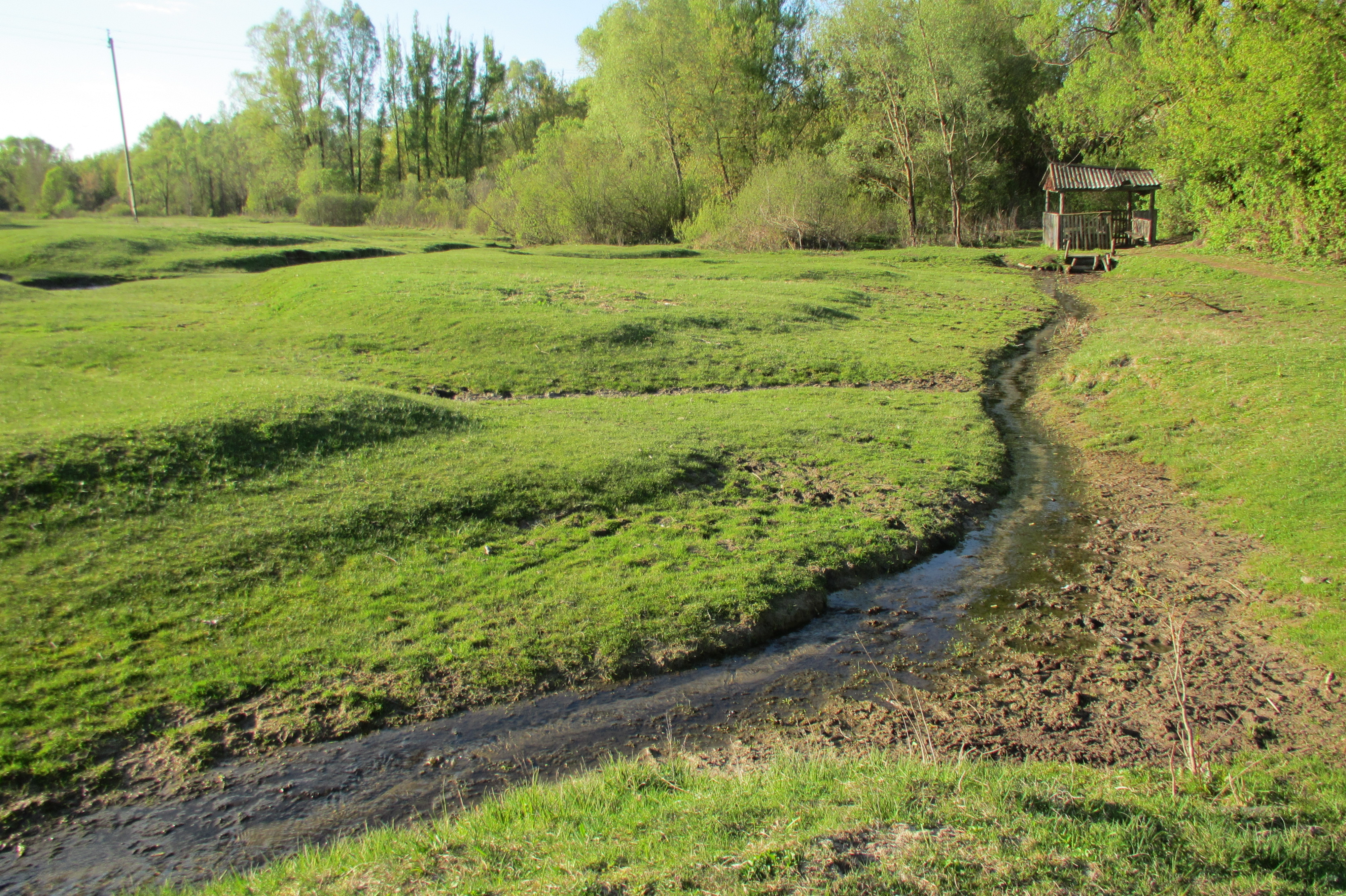
Криниця
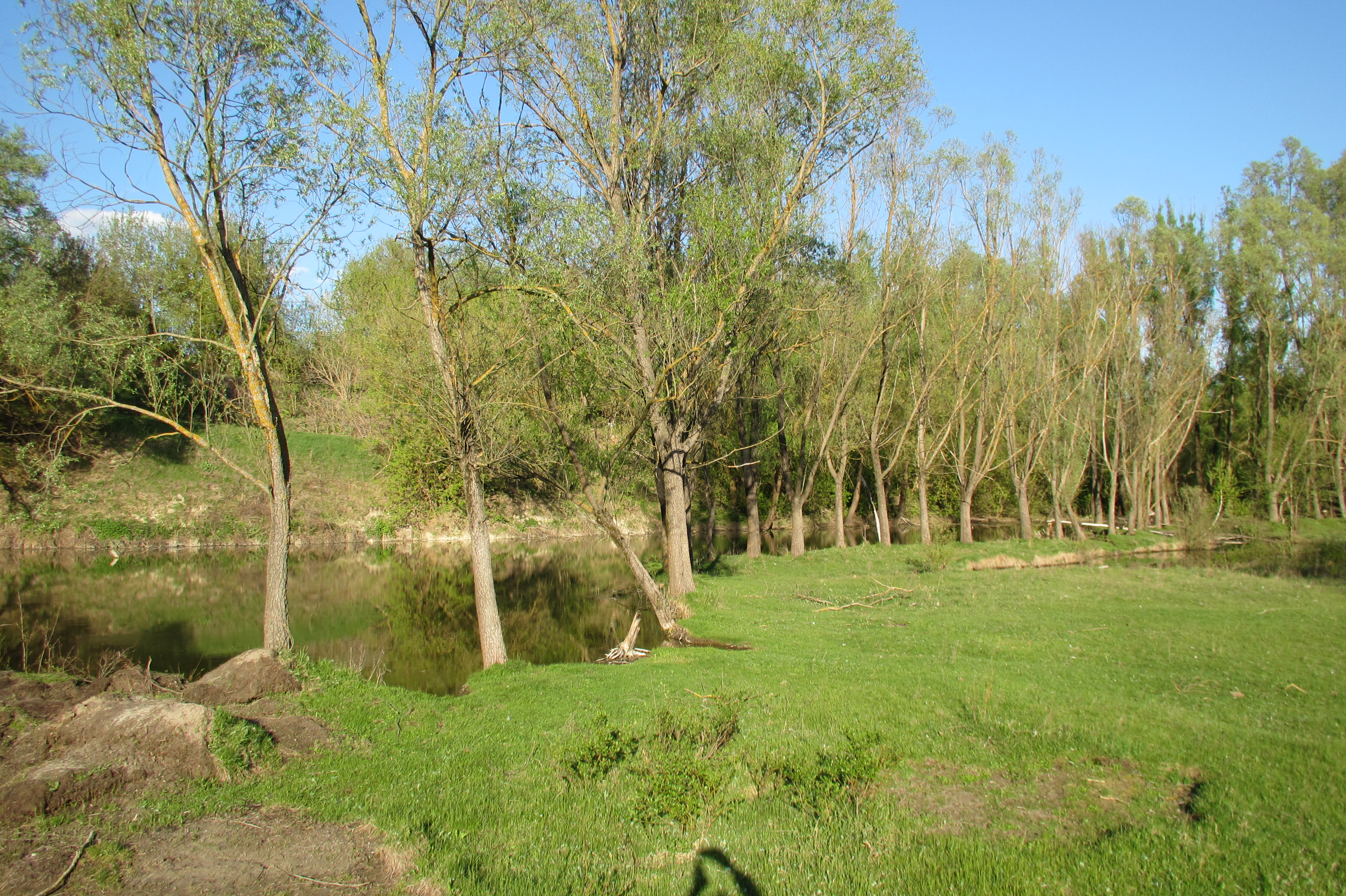
Грем'ячка. Загати.